# Louis Charles Karpinski
Louis Charles Karpinski (Rochester, 5 de agosto de 1878 — 25 de janeiro de 1956) foi um matemático estadunidense. Estudou na Universidade Cornell e, na Europa, em Estrasburgo.
Também estudou, de 1909 a 1910, na Universidade Colúmbia. O Dr. Karpinski devotou sua atenção principalmente à história e pedagogia da matemática.
Foi colaborador do Archivo di Storia della Scienza e autor de The Hindu-Arabic Numerals, com D. E. Smith (1911), Robert of Chester's Latin Translation of the Algebra of Al-Khowarizmi (1915), e Unified Mathematics, com H. Y. Benedict e J. W. Calhoun (1913), entre outras publicações.
Em 1912 criticou a 11ª edição da Encyclopædia Britannica pelas suas muitas imprecisões em artigos de história da matemática, nenhum dos quais havia sido escrito por especialistas da área.[carece de fontes?]
Foi palestrante convidado do Congresso Internacional de Matemáticos em Toronto (1924: Colonial American arithmetics).